# 김복동 (인권 운동가)
김복동(金福童, 1926년 4월 24일 (1926년 음력 3월 13일) ~ 2019년 1월 28일)은 대한민국의 인권운동가이다. 일본군성노예제의 강간 피해자이다.
일본군 '위안부' 피해자로서 세계 여러 곳을 돌며 여성의 인권을 신장시키기 위해 활동하였다. 67주년 세계 인권 선언의 날을 맞아 대한민국 국가인권위원회로부터 2015 대한민국 인권상 국민훈장을 받았다. 2019년 1월 28일 지병으로 사망하였다. 김복동 할머니의 유지는 비영리민간단체 '김복동의 희망'이 이어받아 활동하고 있다.

## 생애
1926년 경상남도 양산에서 태어났다. 1940년 만 14세의 나이로 일본 정부가 조직한 일본군성노예제도에 의해 강제로 연행, 중국, 홍콩, 말레이시아, 인도네시아, 싱가포르 등 일본군의 침략경로를 따라 끌려다니며 성노예가 되어야 했다. 1945년 싱가포르에서 일본군 제16사령부 소속 제10육군병원에서 간호사로 일본군인들을 간호하다 버려젔으며, 미군 포로수용소에 수감됐다. 
1947년 일본군성노예로 끌려간 지 8년만에 돌아올 수 있었다. 1992년 일본군성노예제 피해자라는 사실을 공개했다.
1992년 8월 제1차 일본군'위안부'문제해결을 위한 아시아연대회의, 1993년 4월 아시아의평화와 여성의 역할 4차 토론회에 김복희(가명)로 증언했으며, 1993년 6월 오스트리아 비엔나 세계인권대회에 참석, 북측 피해자 장수월 할머니와 만났다.
1998년 6월 미국 하원의회 위안부 결의안 상정을 위한 증언집회, 2000년 일본군성노예전여성국제법정 원고, 2012년 미 하원 결의 채택 5주년 및 LA지역 기림비 건립을 위한 미국 캠페인, 9월 일본 집회 및 캠페인, 12월 제11차 일본군'위안부'문제해결을 위한 아시아연대회의, 2013년 5월 일본 순회 증언집회, 7월 미국 증언캠페인, 9월 유엔인권이사회, 파리 캠페인 등을 펼쳤다.
또한, 2014년 제12차 일본군'위안부'문제해결을 위한 아시아연대회의, 2015년 4월 아베 수상 미국 방문 앞둔 긴급행동, 5월 제13차 일본군'위안부'문제해결을 위한 아시아연대회의, 6월 미국순회캠페인, 9월 유럽캠페인, 2016년 5월 제14차 일본군'위안부'문제해결을 위한 아시아연대회의, 6월 유엔인권이사회, 2018년 6월 일본 도쿄 사단법인 희망씨앗기금 주최 증언집회, 9월 화해치유재단 해산촉구 1인시위 등 인권운동에 앞장섰다. 그리고 2018년 10월 3일 일본군성노예제문제해결을 위한 정기수요시위는 건강 악화에 따른 마지막 공개활동이 되었다. 이 밖에도 2016년 8월 2015한일합의 관련 한국정부 상대 손해배상청구, 12월 일본정부의 법적 책임을 묻기 위한 손해배상청구 등의 원고로 참여했다.
김복동 할머니는 생전 기부문화에도 앞장섰다. 2009년 4월 전쟁과여성인권박물관 건립기금 1천만 원 후원, 2011년 3월 일본 동북부대지진 피해자 돕기 모금 제안 및 1호 후원, 2012년 3월 8일 전시성폭력 피해자를 지원하는 나비기금 설립, 2015년 전쟁.무력분쟁지역 아이들을 위한 장학금으로 5천만 원 나비기금 후원, 2017년 7월 재일 조선고급학교 학생에게 '김복동장학금' 전달, 11월 한국 포항 지진피해자 돕기 1천만 원 후원, 통일뉴스 정기후원 등을 했다.
2017년11월 27일 여성인권상금 5천만 원을 정의기억연대에 기탁하여 무력분쟁지역 성폭력 피해자 지원 및 활동을 위해 '김복동평화상'을 제정했으며, 2018년 8월 제1회 수상자로 우간다 내전 성폭력 생존자인 아찬 실비아 인권운동가가 선정됐다.
김복동 할머니는 재일동포 아이들에 대한 사랑이 남달랐다. 
2013년 6월 6일 수요시위장에서 "나는 전쟁 때문에 공부하고 싶어도 공부할 수 없었어요. 돈 있는 사람에게는 별 것 아니지만, 나는 이것 모으느라고 참 힘들었어요. 우리 아이들은 나와 같은 세상에서 살지 않았으면 좋겠습니다" 라고 특별선언을 했다.
그리고 2013년 일본 오사카 조선초급학교를 방문한 김복동 할머니는 일본 정부의 재일동포 차별정책을 비판했다. 그리고 차별 속에서 공부를 이어가는 아이들에게 말했다.
"어려운 일이 많은 가운데서도 우리 역사와 우리 말을 잊지 않고 배우고 있는 학생들에게 이 할머니가 감사하다는 인사를 꼭 하고 싶어요. 힘내서 굳세게 살아달라. 이 할미가 별로 힘은 없지만, 여러분을 열심히 지원하고 함께 하겠습니다."
이후 2014년 오사카 조선초급학교 전교생에게 학용품과 양말을 선물하는 등 지원을 몸소 실천했다. 김복동 할머니는 민족차별을 받고 있는 재일동포 학생들의 학업 지원을 위한 5천 만원을 기탁, 김복동의희망 의 토대가 됐다. 그리고 2018년 11월 22일 재일조선학교 지원을 위해 남아있는 전 재산 5천만 원도 후원했다.
김복동의 후원금은 2017년을 시작으로 2023년 현재까지 '김복동의 희망'이 '여성인권.평화운동가 김복동 장학생'의 이름으로 재일조선학교 학생들에게 장학사업을 이어가고 있다.
김복동의 인권활동을 기리기 위해, 2012년 7월 미국 캘리포니아주 글린데이실의회 '용감한 여성상', 2013년 통일뉴스 후원 감사패, 2015년 국경없는기자회, AFP 선정 '자유를 위해 싸우는 세계 100인의 영웅', 2015년 7월 서울특별시 여성상 대상, 12월 대한민국 국가인권위원회 '2015 대한민국 인권상 국민훈장', 2017년 9월 서울특별시 명예의 전당 헌액자, 11월 100만 시민이 드리는 여성인권상, 2019년 1월 바른의인상 등을 수상했다. 그리고 사후 2019년 3월 제35회 한국여성대회 여성운동상, 제22회 지학순정의평화상 등을 수상했다.
김복동의 생애에 대해, 오랜 세월을 함께 한 윤미향 국회의원은 ""나는 희망을 잡고 살아, 나를 따라"라고 말하며 '죽음 너머 희망'을 우리에게 알려주셨던 할머니, 그 모습들은 이제 살아남은 우리들에게 희망이 될 것"이라고 기렸다.
김복동도 생전에 윤미향 국회의원은 오랜 세월 함께 고생한 한 식구이고, 손영미 김복동의 희망 공동대표는 '천사'라고 평가했다.

## 사망
김복동은 2017년 3월 갑작스런 복통을 호소해 응급실에 갔으며, 대장암과 결장암 진단을 받아 수술했다. 그럼에도 왕성한 활동을 이어갔지만 2018년 1월 결장암이 재발해 2차 수술을 받았고 항암치료를 시작했다.
김복동 할머니는 마지막 유언으로 "나는 희망을 잡고 살아, 나를 따라"라고 남겼다. 이 유언을 김복동의 희망이 이어가고 있다.
김복동 할머니의 장례는 '여성인권운동가 김복동시민장'으로 마련됐다. 2019년 1월 29일부터 2월 1일까지 장례기간 동안 5천여 명이 조문을 했으며, 대한민국 문재인 대통령이 대통령으로는 처음으로 조문했다. 2월 1일 서울시청광장에서 서울 중학동 주한일본대사관 앞까지 노제가 행렬이 이어졌고, 천안 국립 망향의 동산에 안장됐다.
2월 3일 망향의 동산에서 삼우제가 진행됐으며, 장례위원회는 생전 시민사회운동에 관심을 갖고 연대해 온 김복동 할머니의 이름으로 장례비 중 일부를 평화.노동.여성.통일.인권분야 11개 단체에 기부했고, 4월 17일 시민사회단체 활동가 자녀 25명에게 장학금을 전달했다.